# Mocedades

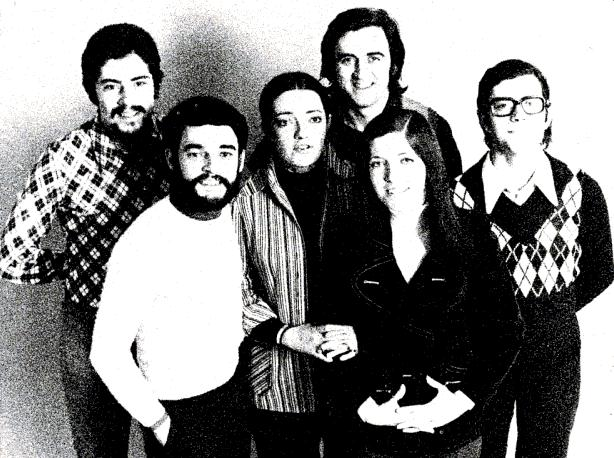
Mocedades (1973)

Mocedades és un grup musical basc originari de Bilbao, conegut sobretot als anys setanta.
Va ser fundat el 1967 i és molt popular a Espanya i a Sud-amèrica. El 1973 va presentar la cançó Eres tú al Festival de la Cançó d'Eurovisió i va acabar en segona posició.
Va interpretar la cançó original de la sèrie La volta al món de Willy Fog.

## Discografia
- 1969 Mocedades (també anomenat Mocedades 1 o Pange Lingua)
- 1970 Mocedades (també anomenat Mocedades 2 o Más allá)
- 1971 Mocedades (també anomenat Mocedades 3 u Otoño)
- 1973 Mocedades (també anomenat Mocedades 4 o Eres tú)
- 1974 Mocedades 5
- 1975 La otra España
- 1976 El color de tu mirada
- 1977 Mocedades 8
- 1978 Kantaldia
- 1978 Mocedades 10
- 1980 Amor
- 1981 Desde que tú te has ido
- 1982 Amor de hombre
- 1983 La música
- 1984 La vuelta al mundo de Willy Fog
- 1985 15 Años de Música (disc en directe)
- 1986 Colores
- 1989 Sobreviviremos
- 1992 Íntimamente
- 1995 Suave luz
- 1997 Mocedades canta a Walt Disney
- 2007 Mocedades canta a Juan Luis Guerra